# Posto di passaggio Chiesaccia
Il posto di passaggio Chiesaccia è un posto di passaggio situato al chilometro 94+307 della ferrovia Pontremolese in posizione nord-ovest rispetto alla frazione di Terrarossa. Da questa località avviene il passaggio dal semplice al doppio binario che mette in comunicazione la nuova variante di tracciato della ferrovia Pontremolese (attivata nel settembre 2005) con la nuova stazione di Aulla Lunigiana e la stazione di Santo Stefano di Magra.

## Storia
L'impianto venne attivato nel settembre 2005 e permette il passaggio dal singolo binario del tracciato originale della Pontremolese (lato Parma) al doppio binario della variante attivata nello stesso anno passante per Aulla Lunigiana.

## Strutture e impianti
La località dispone di un fabbricato di servizio, dal quale interno viene controllato l'impianto, di una banchina e dei due binari della linea (collegati tra loro tramite un deviatoio di immissione posto lato Parma).

## Movimento
Essendo un semplice posto di movimento l'impianto non è abilitato al traffico viaggiatori. In tale località avviene unicamente lo smistamento sul binario 2 (o "pari") dei treni provenienti da Parma e sul binario 1 (o "dispari") di quelli provenienti da La Spezia.